# Conospermum hookeri
Conospermum hookeri (лат.) — кустарник, вид рода Коноспермум (Conospermum) семейства Протейные (Proteaceae), эндемик Тасмании в Австралии.

## Ботаническое описание
Conospermum hookeri — прямостоячий кустарник до 1 м высотой. Листья линейные, 1,5-7,5 см длиной, 1-5 мм шириной. Соцветие — метёлка в верхних пазухах, оканчивающаяся густыми головковидными колючками; цветоносный побег 1,5-4 см длиной. Околоцветник кремовый, гладкий; трубка длиной 0,75-1,7 мм; верхняя губа яйцевидной формы, длиной 0,8-1,3 мм, шириной 0,75-1,2 мм, с острой загнутой вершиной; нижняя губа объединена на 0,5-1,3 мм. Плод — орех 2,7-3 мм длиной, 2-2,4 мм шириной, бело-золотистые опушённые; волоски по окружности c. 0,5 мм длиной, кремовый; центральный пучок отсутствует.

## Таксономия
Вид был официально описан в 1995 году австралийским ботаником Элеанорой Мерион Беннет во Flora of Australia, подняв описанную в 1856 году швейцарским ботаником Карлом Мейснером разновидность Conospermum taxifolium var. hookeri до вида.

## Распространение
C. hookeri — эндемик Тасмании.